# Irina Koržaněnková
Irina Koržaněnková (rusky Ирина Николаевна Коржаненко; * 16. května 1974 Azov) je bývalá ruská atletka, mistryně Evropy a halová mistryně světa i Evropy ve vrhu koulí.

## Kariéra
Při svém prvním startu na mezinárodních soutěžích skončila na světovém šampionátu v roce 1995 v soutěži koulařek dvanáctá. Na olympiádě v Atlantě o rok později se umístila na osmé příčce. První vybojovanou medailí byl bronz na halovém mistrovství světa v Paříži v roce 1997. V následující sezóně se stala halovou mistryní Evropy ve vrhu koulí, pod širým nebem vybojovala na evropském šampionátu v Budapešti stříbrnou medaili. Při následujícím mistrovství Evropy v Mnichově v roce 2002 v soutěži koulařek zvítězila, stejně jako na jaře roku 2003 při halovém mistrovství světa v Birminghamu. Nejlepšího výkonu dosáhla také v olympijském finále v Athénách v roce 2004. Kvůli následnému pozitivnímu dopingovému testu jí však byla zlatá medaile odebrána a ruská atletka byla doživotně diskvalifikována. Šlo totiž již o druhý případ - v roce 1999 kvůli prokázanému dopingu přišla o zlatou medaili z halového mistrovství světa v Maebaši. 
Její osobní rekord ve vrhu koulí 20,82 metru pochází z roku 1998 (v hale dosáhla v roce 1999 dokonce výkonu 21,15 metru).